# Monaco (architettura)

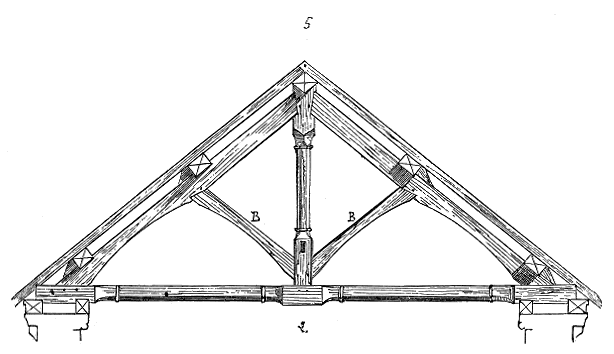
Schema di un elemento di capriata: il "monaco" è l'elemento verticale centrale

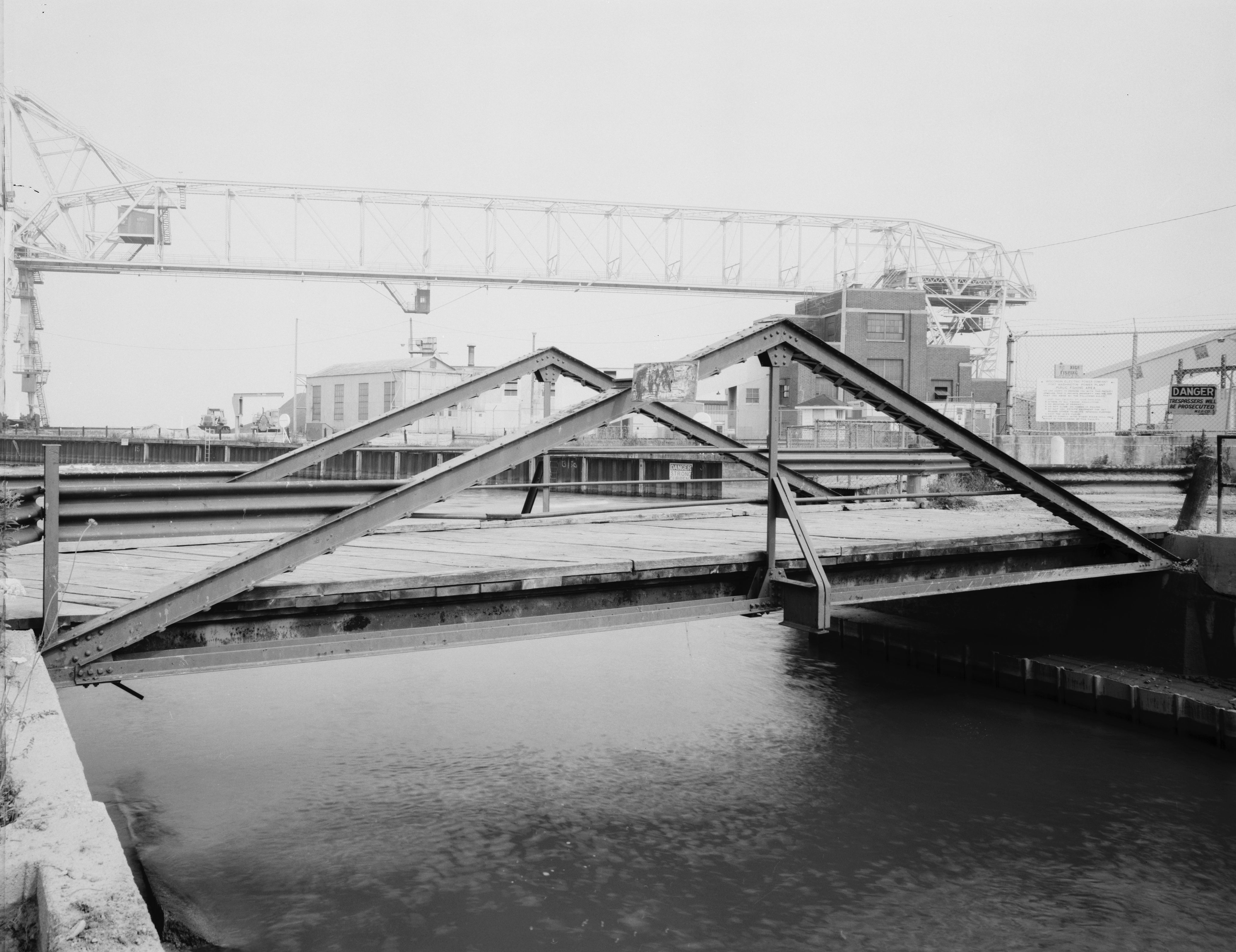
Ponte realizzato con due capriate molto semplici: il "monaco" è la trave verticale al centro della struttura

Monaco in architettura è un elemento strutturale della capriata e precisamente l'elemento verticale presente all'interno della medesima, che ha il compito di irrigidire la struttura. Viene utilizzato spesso in strutture di ponti a luce non elevata. Esso "lavora" in tensione, attaccato all'apice interno di una travatura reticolare cui si collegano i puntoni, e sostiene una trave a lui perpendicolare cui è collegato all'estremità opposta. 
Ciò consente di caricarlo senza che fletta, ad esempio, con un pavimento. Esso può assumere i carichi generati dai puntelli (B nella figura schematica), quando sono presenti. Tutti questi carichi sono allora riportati in testa ai puntoni, che servono quindi a trasferirli da una parte all'altra sui muri esterni. Un'altra funzione è quella di mantenere e stabilizzare l'insieme della capriata.